# Диспетчеризация
Диспетчеризация (от англ. dispatch — быстро выполнять) — автоматизированный централизованный оперативный контроль и управление технологическими процессами в жилых зданиях, на энергетических, промышленных и других предприятиях. Основана на удалённой или локальной передаче информации в центральный диспетчерский пункт. Система диспетчеризации осуществляет наблюдение в режиме реального времени над жилыми зданиями и микрорайонами, удалёнными друг от друга комплексами зданий промышленного и торгового назначения. Дистанционное управление с использованием оперативной передачи информации между объектами диспетчеризации и пунктом управления. Видеодиспетчеризация — разновидность диспетчеризации, при которой используется видеоизображение с объекта диспетчеризации.

## Цели и задачи
Оснащённая современными средствами обработки и передачи информации, диспетчеризация поддерживает слаженную и взаимосвязанную работу отдельных участков координируемых объектов. На промышленных предприятиях в задачи диспетчеризации входит контроль за работой, качеством продукции или услуг, технологическим процессом и другими участками производственного процесса.
Обеспечивает бесперебойную работу инженерных сетей и других систем в целях повышения технико-экономических показателей, ритмичности работы, лучшего использования производственных мощностей.
Объектом диспетчеризации являются строения, здания и иные сооружения, нуждающиеся в безопасности и защите многочисленных подсистем инженерного оборудования, соблюдения надлежащих санитарно-гигиенических условий. Контроль за системами жизнеобеспечения производится в соответствии с гигиеническими нормативами, нормами, требованиями и правилами: СанПиН (санитарно-эпидемиологические требования), ГОСТ, ТУ и другие.
Диспетчеризация осуществляет:
- стратегическое планирование;
- разрабатывает плановый контроль на отдельный период времени (месяц, квартал, полугодие, год);
- представляет оперативную информацию (мнемосхемы, таблицы, отчёты);
- составление отчётов для расчёта с энергоснабжающими организациями;
- архивацию отчётов и сохранение в базе данных;
- наблюдение и проверку в случае нештатных ситуаций;
- служит основой для программ бухгалтерского и финансового учёта;
- повышает эффективность обслуживания управляющими компаниями;
- координирует работу отдельных звеньев управляемого объекта;
- повышает технико-экономические показатели, ритмичность работы;
- обеспечивает экономное использование производственных и иных мощностей[3].

## Система диспетчеризации
Существует два типа автоматизированного сбора данных и управления: локально и удалённо.
Локальная диспетчеризация (автоматизация)
Замкнутая система, которая пересылает технологические данные от одной или нескольких инженерных систем на компьютер оператора. Такая система, когда оборудование и пульт управления (центр) находятся в пределах одного здания, называется замкнутой, .
Удалённая диспетчеризация
Объединяет одну или несколько автоматизированных (локальных) систем и при помощи различных каналов передачи данных и передаёт параметры с территориально удалённых объектов на центральную станцию диспетчеризации.
В состав локальной системы могут входить несколько подсистем:
- Системы, контролирующие процессы на удалённых объектах.
- Система просмотра протоколов работы.
- Система считывания данных устройств.
- Система, обеспечивающая работу с параметрами устройств .
- Информационные системы (базы данных предприятий, оборудование).
- Системы, обеспечивающие возможность обслуживания удалённые объектов и другие системы.

Сбор и обработка данных в удалённой системе диспетчеризации происходит при помощи программируемых контроллеров, поддерживающих различные стандарты передачи данных. Контроллеры могут работать и поддерживать два режима: зависимый (совместно с ЦПУ) и независимый (при отсутствии внешнего управления). Удалённая диспетчеризация может объединять несколько объектов, на которых сбор данных и управление производит автоматизированная система (локальная) управления.